# Roodsnavelkruiplijster
De roodsnavelkruiplijster (Pomatorhinus ochraceiceps) is een zangvogel uit de familie Timaliidae (timalia’s). Het is een bosvogel die voorkomt in  Zuidoost-Azië en sterk lijkt op de zwartkapkruiplijster (P. ferruginosus) en de bruinkapkruiplijster (P. phayrei). 

## Taxonomie
De vogel werd in 1873 als nieuwe soort beschreven door   Arthur Hay (alias Lord Walden). De naam suggereert dat de rode snavel het meest opvallende kenmerk zou zijn. Dit is onjuist, de snavel is eerder oranje dan rood zoals bij de zwartkap- en de bruinkapkruiplijster. Walden schreef dat de vogel een gele snavel had, maar vermoedde dat de snavel was verbleekt. De wetenschappelijke naam die hij koos combineert het Latijnse "ochraceus" dat okerkleurig betekent met "ceps" (over)kapt.

## Herkenning
De vogel is 22 tot 24 cm lang. De roodsnavelkruiplijster lijkt sterk op de zwartkap- en de bruinkapkruiplijster. Al deze vogels zijn donkerbruin van boven en er is een breed zwart masker rond het oog met daarboven een helderwitte wenkbrauwstreep. Verder hebben ze een rode tot oranje, gebogen snavel. De roodsnavelkruiplijster heeft nadrukkelijk niet de meest rode snavel van de drie en heeft een witte wenkbrauwstreep en een bruine kopkap. De soort is licht okerkleurig bruin van onder. (ondersoort P. o. ochraceiceps) of donker okerkleurig (ondersoort P. o. stenorhynchus).

## Verspreiding en leefgebied
Deze soort komt voor in Zuidoost-Azië en telt vier ondersoorten:
- P. o. stenorhynchus: noordelijk Assam (noordoostelijk India) en noordelijk Myanmar.
- P. o. austeni: oostelijk en zuidelijk Assam, noordwestelijk Myanmar en uiterst zuidoostelijk Bangladesh.
- P. o. ochraceiceps: van oostelijk Myanmar tot noordelijk Indochina.
- P. o. alius: van noordoostelijk Thailand tot zuidelijk Indochina.

De leefgebieden liggen in de ondergroei van tropisch regenbos op hoogten tussen de 300 en 2400 meter boven zeeniveau.

## Status
De grootte van de populatie is niet gekwantificeerd maar de soort wordt omschreven als doorgaans schaars maar soms plaatselijk algemeen. Op de Rode lijst van de IUCN heeft deze soort de status niet bedreigd.